# Ursula Klingmüller
Ursula Klingmüller  (* 1964) ist eine deutsche Systembiologin und Hochschullehrerin. Sie forscht am Deutschen Krebsforschungszentrum und lehrt an der Ruprecht-Karls-Universität Heidelberg. Von 2016 bis 2024 war sie Mitglied des Deutschen Ethikrates.

## Leben
Ursula Klingmüller studierte von 1983 bis 1988 Biologie an den Universitäten Bayreuth und Heidelberg, wo sie 1992 am Zentrum für Molekulare Biologie in der Gruppe von Heinz Schaller promovierte. Während ihrer Diplom- und Doktorarbeit beschäftigte sie sich mit Virus-Wirt-Zell-Interaktionen von Hepatitis-B-Viren. Gefördert mit einem Stipendium der Deutschen Forschungsgemeinschaft ging sie 1992 in die USA, wo sie als Postdoktorandin bis 1993 in der Gruppen von Lewis C. Cantley an der Harvard Medical School und von 1993 bis 1996 in der Gruppe von Harvey F. Lodish am Whitehead Institute for Biomedical Research in Boston, USA, die Signaltransduktion durch den Erythropoetin-Rezeptor untersuchte. Zurück in Deutschland ging sie nach Freiburg, wo sie von 1996 bis 2003 eine unabhängige Hans-Spemann-Junior-Gruppe am Max-Planck-Institut für Immunbiologie in Freiburg leitete. 2000 habilitierte sie sich an der Albert-Ludwigs-Universität Freiburg und erhielt die Venia Legendi für Molekulare Biologie und Genetik.
2003 wechselte sie an das Deutsche Krebsforschungszentrum (DKFZ) nach Heidelberg, wo sie eine Theodor Boveri Nachwuchsgruppe leitete, die 2007 in die Abteilung Systembiologie der Signaltransduktion, ebenfalls unter ihrer Leitung, umgewandelt wurde. 2004 erhielt sie die Venia Legendi für Zellbiologie an der Ruprecht-Karls-Universität Heidelberg und seit 2011 hat sie eine W3-Professur an der Universität Heidelberg inne.
2016 wurde Klingmüller in den Deutschen Ethikrat berufen, dem sie bis 2024 angehörte.

### Privates
Ursula Klingmüller ist die Tochter des Genetikers Walter Klingmüller. Sie hat zwei Söhne, von denen der ältere während ihrer Postdoc-Zeit in den USA geboren wurde. In Interviews äußerte sie, dass sie sich in Deutschland in dieser Phase der Karriere nicht getraut hätte, Mutter zu werden. Die Erwartung an sie sei gewesen, sich entweder für die Wissenschaft oder die Familie zu entscheiden. In den USA habe man es den Frauen zugetraut, beides vereinbaren zu können.

## Forschung
Klingmüller widmet sich den komplexen Kommunikationswegen der Zellen im menschlichen Körper, insbesondere bei Krebserkrankungen. Sie verwendet dabei einen systembiologischen Ansatz, wobei der Anwendung mathematischer Modellierung in Kombination mit quantitativer Datengenerierung eine wichtige Rolle zukommt. In ihrer Abteilung werden vor allem Untersuchungen zur Blutbildung, zur Regeneration der Leber und zur Entstehung von Lungen- und Leberkrebs durchgeführt. Bereits 1999 begann eine langjährige Zusammenarbeit mit dem Physiker und Systembiologen Jens Timmer, den sie in ihrer Freiburger Zeit kennenlernte. Die Arbeitsgruppen der beiden haben bereits eine Vielzahl an gemeinsamen Projekten durchgeführt und dadurch einen maßgeblichen Beitrag zur Entwicklung der datenbasierten dynamischen Modellierung in der Systembiologie geleistet.

## Würdigungen und Mitgliedschaften
- 1997 FEBS Anniversary Prize der GBM (Gesellschaft für Biochemie und Molekularbiologie)[8]
- Mitglied der Deutschen Gesellschaft für Zellbiologie
- Mitglied der Deutschen Gesellschaft für Proteomforschung
- Mitglied des Deutschen Zentrums für Lungenforschung
- Mitglied im Führungsgremium der BMBF-Fördermaßnahmen „Virtuelle Leber“ und „LiSyM“
- Mitglied im Auswahlgremium Karl-Heinz-Beckurts-Preis
- Mitglied im Wissenschaftlichen Beirat Zentrum für Systembiologie in Groningen (NL)
- Mitglied im Wissenschaftlichen Beirat BREAST in Dublin (IRL)
- Mitglied der Expertengruppe SystemsX.ch
- Vorsitzende der Executive Women am Deutschen Krebsforschungszentrums (DKFZ) in Heidelberg[9]

- 2007–2015 Mitglied im Kuratorium des Deutschen Krebsforschungszentrums (DKFZ) in Heidelberg
- Seit 2016 Mitglied des Deutschen Ethikrates
- Seit 2020 Mitglied der European Molecular Biology Organisation (EMBO)[10]

## Publikationen (Auswahl)
- S. Mueller, J. Huard, K. Waldow, X. Huang, L. A. D’Alessandro, S. Bohl, K. Börner, D. Grimm, S. Klamt, U. Klingmüller, M. Schilling: T160-phosphorylated CDK2 defines threshold for HGF dependent proliferation in primary hepatocytes. In: Molecular Systems Biology. Band 11, 2015, S. 795. doi:10.15252/msb.20156032
- J. Bachmann, A. Raue, M. Schilling, M. E. Böhm, C. Kreutz, D. Kaschek, H. Busch, N. Gretz, W. D. Lehmann, J. Timmer, U. Klingmüller: Division of labor by dual feedback regulators controls JAK2/STAT5 signaling over broad ligand range. In: Molecular Systems Biology. Band 7, 2011, S. 516. doi:10.1038/msb.2011.50
- V. Becker, M. Schilling, J. Bachmann, U. Baumann, A. Raue, T. Maiwald, J. Timmer, U. Klingmüller: Covering a broad dynamic range – information processing at the erythropoietin receptor. In: Science. Band 328, Nr. 5984, 2010, S. 1404–1408.
- I. Swameye, T. Müller, J. Timmer, O. Sandra, U. Klingmüller: Identification of nucleocytoplasmic cycling as a remote sensor in cellular signaling by data-based dynamic modeling. In: Proceedings of the National Academy of Sciences of the United States of America. Band 100, 2003, S. 1028–1033. doi:10.1073/pnas.0237333100
- U. Klingmüller, U. Lorenz, L. C. Cantley, B. G. Neel, H. F. Lodish: Specific recruitment of SH-PTP1 to the erythropoietin receptor causes inactivation of JAK2 and termination of proliferative signals. In: Cell. Band 80, 1995, S. 729–738. doi:10.1016/0092-8674(95)90351-8